# سولبنيسلين
سولبنيسلين سولبنيسللين Sulbenicillin دواء من المضادات للبكتيريا وهو من الادوية الدولية غير مسجلة الملكية INN من ذوات الطيف الموسع

## الزمرة الدوائية
مضاد حيوي من زمرة البنسلينات.

## الاسم العلمي وفقاً لـ IUPAC
(2S,5R,6R)-3,3-dimethyl-7-oxo-6-[(2-phenyl-2-sulfoacetyl)amino]-4-thia-1-azabicyclo[3.2.0]heptane-2-carboxylic acid

## الصيغة الكيميائية
C16H18N2O7S2

## الوزن الجزيئي
414.45 g/mol

## آليه العمل
يتدخل في عملية تركيب جدار الخلية الجرثومية. وجد ان الترتيب الفراغي الانتقائي للسولبنيسلين في الإنسان وذلك حيث تمت دراسة أشخاص متطوعين أصحاء بهدف توضيح الاختلافات في السلوك الدوائي بين epimers. وقد استخدم متخصص فراغي باستخدام الكروماتوغرافيا ذات الأداء العالي لتحديد epimers SBPC. وقد تم قياس بروتين البلازما الرابط في المختبر بطريقة الترشيح الفائق. الربط كان انتقائي فراغي، مع جزء غير مقيد (فو fu) ل R-مصاوغ صنوي الذي تبلغ تقريبا 1.3 ضعفا أكبر من تلك اتي على S-مصاوغ صنوي. تم اعطاءها SBPC عن طريق الوريد إلى أشخاص متطوعين، وتم قياس تركيزات SBPC في البلازما ومعدلات إفراز البول.

## الاستعمال الطبي
يستعمل كصاد حيوي بالمشاركة مع ديبيكاسين